# ستيفن غاردنر تشامبلن
ستيفن غاردنر تشامبلن (بالإنجليزية: Stephen Gardner Champlin)‏ مواليد 01 يوليو 1827 في كينغستون - الوفاة 24 يناير 1864 في ميشيغان.